# 신의초등학교 신의남분교
신의초등학교 신의남분교는 대한민국 전라남도 신안군 신의면 하태동리에 있었던 초등학교이다.

## 연혁
- 1939년 4월 17일 하의남부공립심상소학교 개교
- 1941년 4월 1일 하의남부공립국민학교 개칭
- 일자미상 하의남국민학교 개칭
- 1965년 11월 18일 하의남국민학교 신암분교 개교
- 1967년 4월 1일 하의남국민학교 및 신암분교 도서벽지학교 '갑'급 지정
- 1983년 4월 19일 신의남국민학교 개칭
- 1986년 1월 1일 신의남국민학교 및 신암분교 도서벽지학교 '나'급 조정
- 1993년 3월 1일 신암분교장 폐교 및 신의국민학교 통폐합
- 1993년 9월 1일 신의국민학교 신의남분교장 격하 편입
- 1996년 3월 1일 신의초등학교 신의남분교 개칭
- 2008년 3월 1일 폐교 및 신의초등학교 통폐합